# Пиночетизъм
Пиночетизъм е авторитарна и персоналистична политическа идеология, вкоренена във военната диктатура, ръководена в Чили между 1973 и 1990 г. от Аугусто Пиночет. С използването на популизъм, най-вече привлекателен за крайната десница, пиночетизмът се характеризира със своя антикомунизъм, консерватизъм, милитаризъм, и национализъм. При управлението на Пиночет икономиката на Чили е поставена под контрола на група чилийски икономисти, известни колективно като „Чикагските момчета“, чиято политика е описана от някои като неолиберална. Поддръжниците на диктатурата са известни като пиночетисти.